# Antonovo
Antonovo (búlgaro: Антоново) é uma cidade da Bulgária, localizada no distrito de Targovishte. A sua população era de 1 453 habitantes segundo o censo de 2010.

## População
| Antonovo | Antonovo | Antonovo | Antonovo | Antonovo | Antonovo | Antonovo | Antonovo | Antonovo | Antonovo | Antonovo | Antonovo | Antonovo | Antonovo | Antonovo | Antonovo | Antonovo | Antonovo | Antonovo | Antonovo |
| --- | -------- | -------- | -------- | -------- | -------- | -------- | -------- | -------- | -------- | -------- | -------- | -------- | -------- | -------- | -------- | -------- | -------- | -------- | -------- |
| Ano | 1887     | 1910     | 1934     | 1946     | 1956     | 1965     | 1975     | 1985     | 1992     | 2001     | 2002     | 2003     | 2004     | 2005     | 2006     | 2007     | 2008     | 2009     | 2010     |
| População |          |          |          | …        | …        | 970      | 1 855    | 1 704    | 1 962    | 1 749    | 1 742    | 1 676    | 1 636    | 1 604    | 1 553    | 1 518    | 1 484    | 1 454    | 1 453    |
| Fontes: Instituto Nacional de Estatísticas, „citypopulation.de“, „pop-stat.mashke.org“, Bulgarian Academy of Sciences |          |          |          |          |          |          |          |          |          |          |          |          |          |          |          |          |          |          |          |